# Admont
Admont è un comune austriaco di 5 006 abitanti nel distretto di Liezen, in Stiria; ha lo status di comune mercato (Marktgemeinde). Il 1º gennaio 2015 ha inglobato i comuni soppressi di Hall, Johnsbach e Weng im Gesäuse.

## Geografia fisica
È interessato dal Parco Nazionale Gesäuse. Nei dintorni di Admont, in località Schidmaur, sono stati rinvenuti diversi minerali; il più rilevante, per il quale è definita località tipo, è l'admontite.

## Monumenti e luoghi d'interesse
In questa località si trova l'abbazia di Admont, un grande monastero benedettino, contenente la più grande biblioteca monastica del mondo.